# Raúl Madero
Raúl Madero är en ort i Mexiko.   Den ligger i kommunen Nuevo Ideal och delstaten Durango, i den centrala delen av landet, 800 km nordväst om huvudstaden Mexico City. Raúl Madero ligger 2 015 meter över havet och antalet invånare är 371.
Terrängen runt Raúl Madero är kuperad söderut, men norrut är den platt. Runt Raúl Madero är det glesbefolkat, med 9 invånare per kvadratkilometer. Närmaste större samhälle är Nuevo Ideal, 7,2 km norr om Raúl Madero. Omgivningarna runt Raúl Madero är i huvudsak ett öppet busklandskap.